# Las Peñitas, Veracruz
Las Peñitas är en ort i Mexiko.   Den ligger i kommunen Cosamaloapan de Carpio och delstaten Veracruz, i den sydöstra delen av landet, 300 km öster om huvudstaden Mexico City. Las Peñitas ligger 27 meter över havet och antalet invånare är 746.
Terrängen runt Las Peñitas är platt. Runt Las Peñitas är det ganska tätbefolkat, med 160 invånare per kvadratkilometer. Närmaste större samhälle är Tuxtepec, 5,9 km söder om Las Peñitas. Omgivningarna runt Las Peñitas är en mosaik av jordbruksmark och naturlig växtlighet.